# Liste des parcs d'État du New Jersey

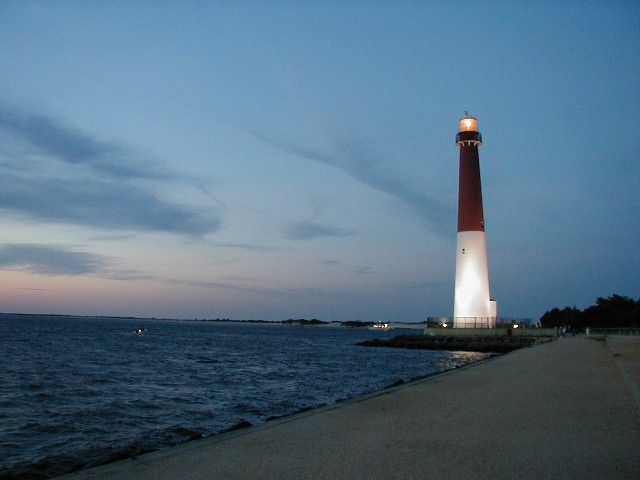
Phare de Barnegat

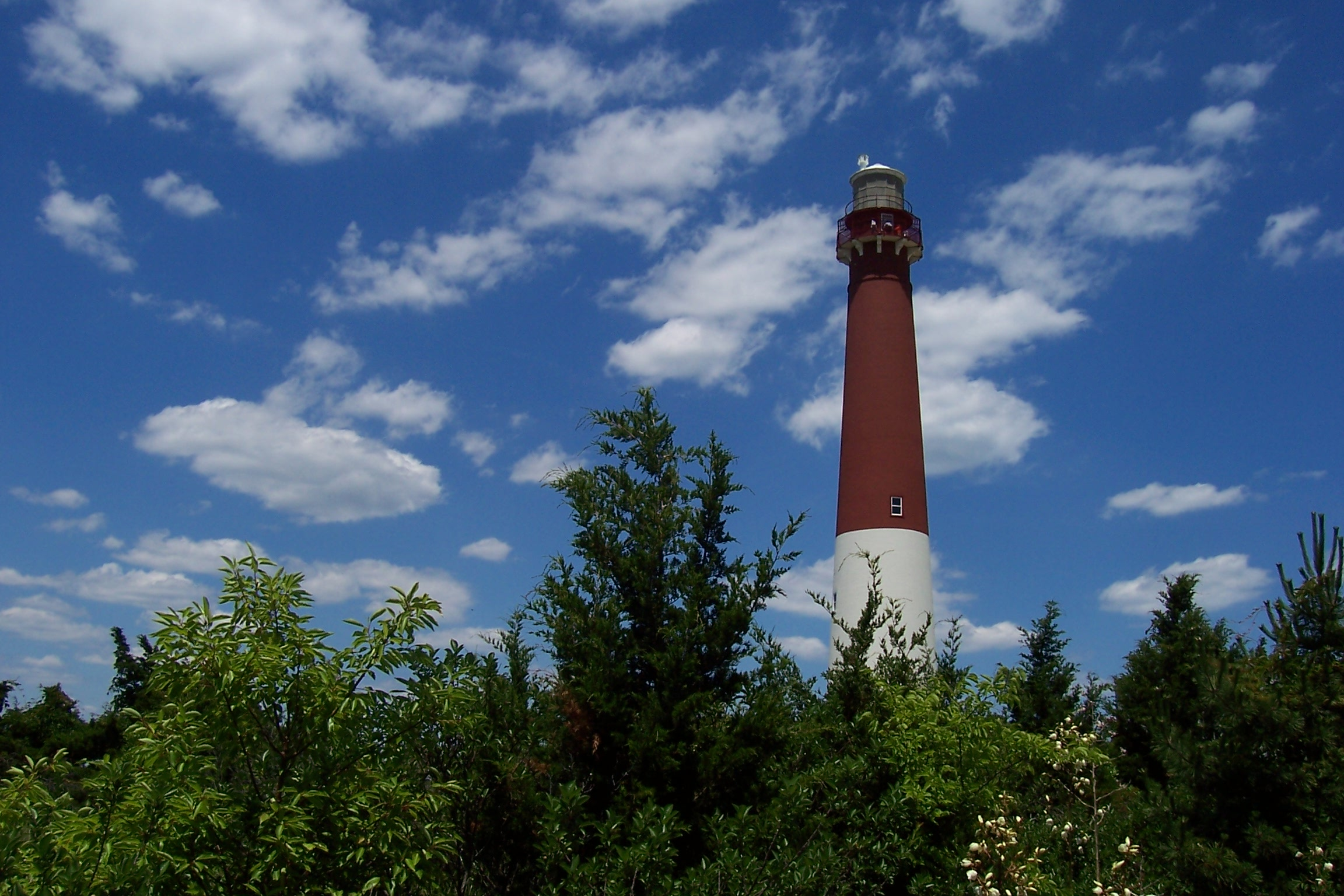
Phare de Barnegat

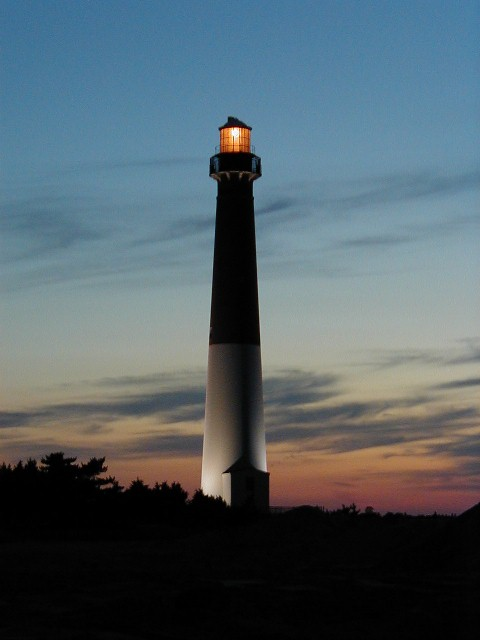
Phare de Barnegat

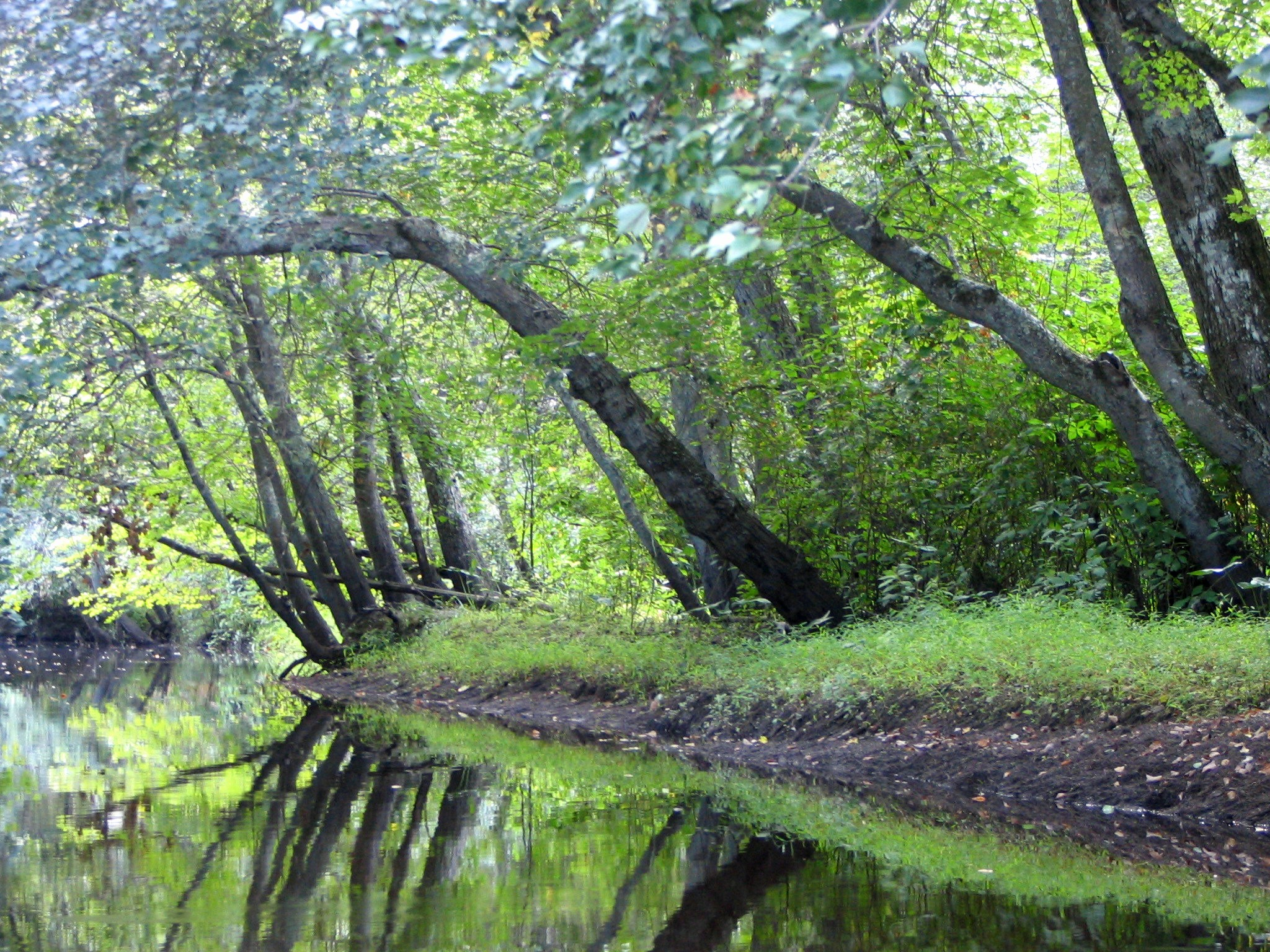
Batsto Village

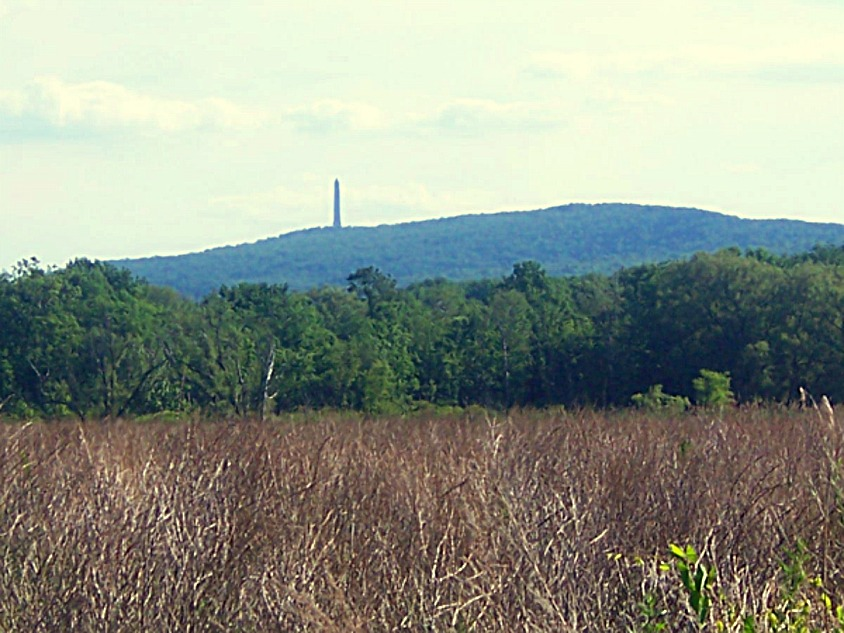
High Point Monument

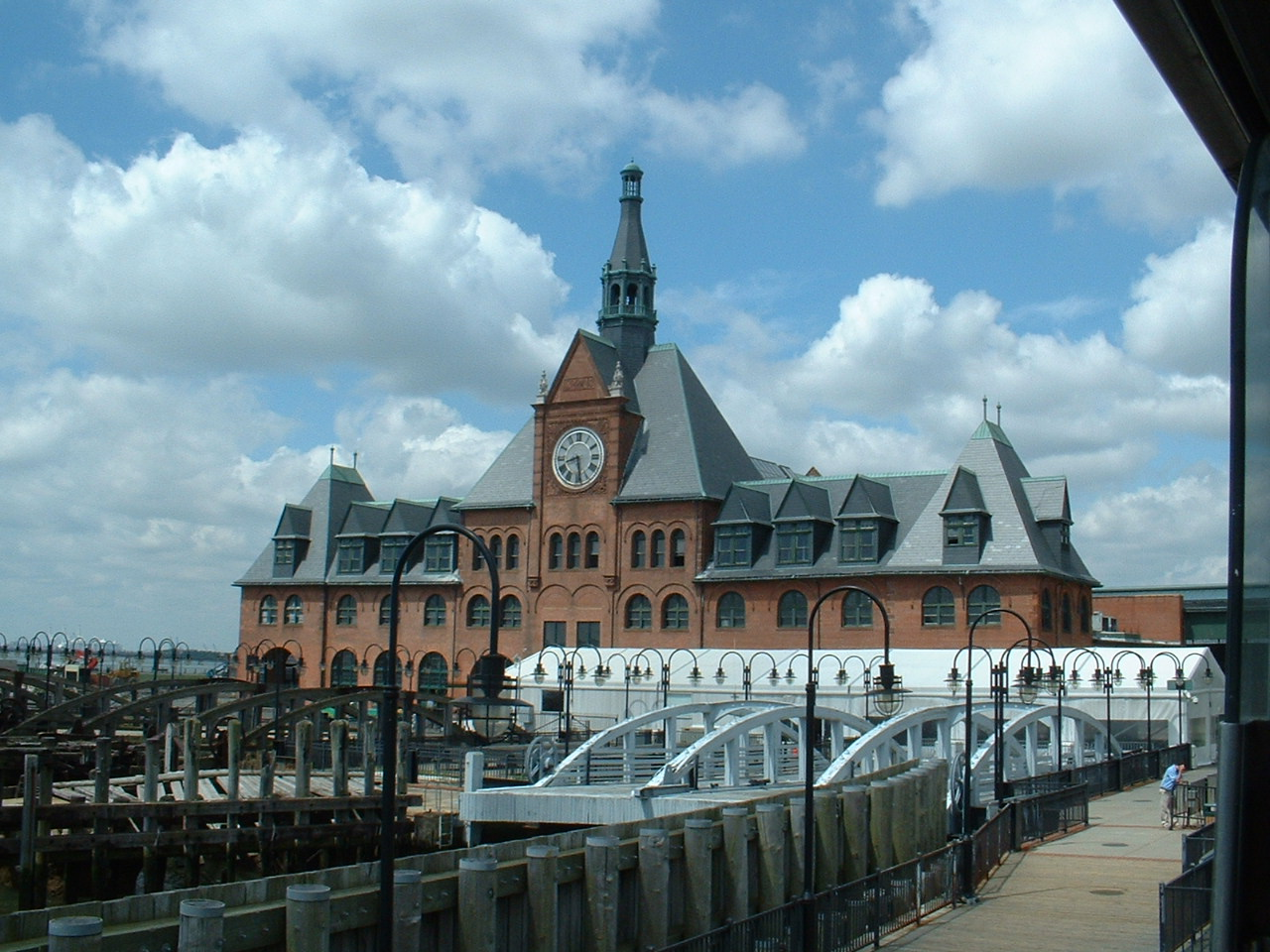
Liberty

Liste des parcs d'État du New Jersey aux États-Unis d'Amérique par ordre alphabétique. Ils sont gérés par le New Jersey Division of Parks and Forestry.
- Abram S. Hewitt
- Allaire
- Allamuchy Mountain
- Atsion

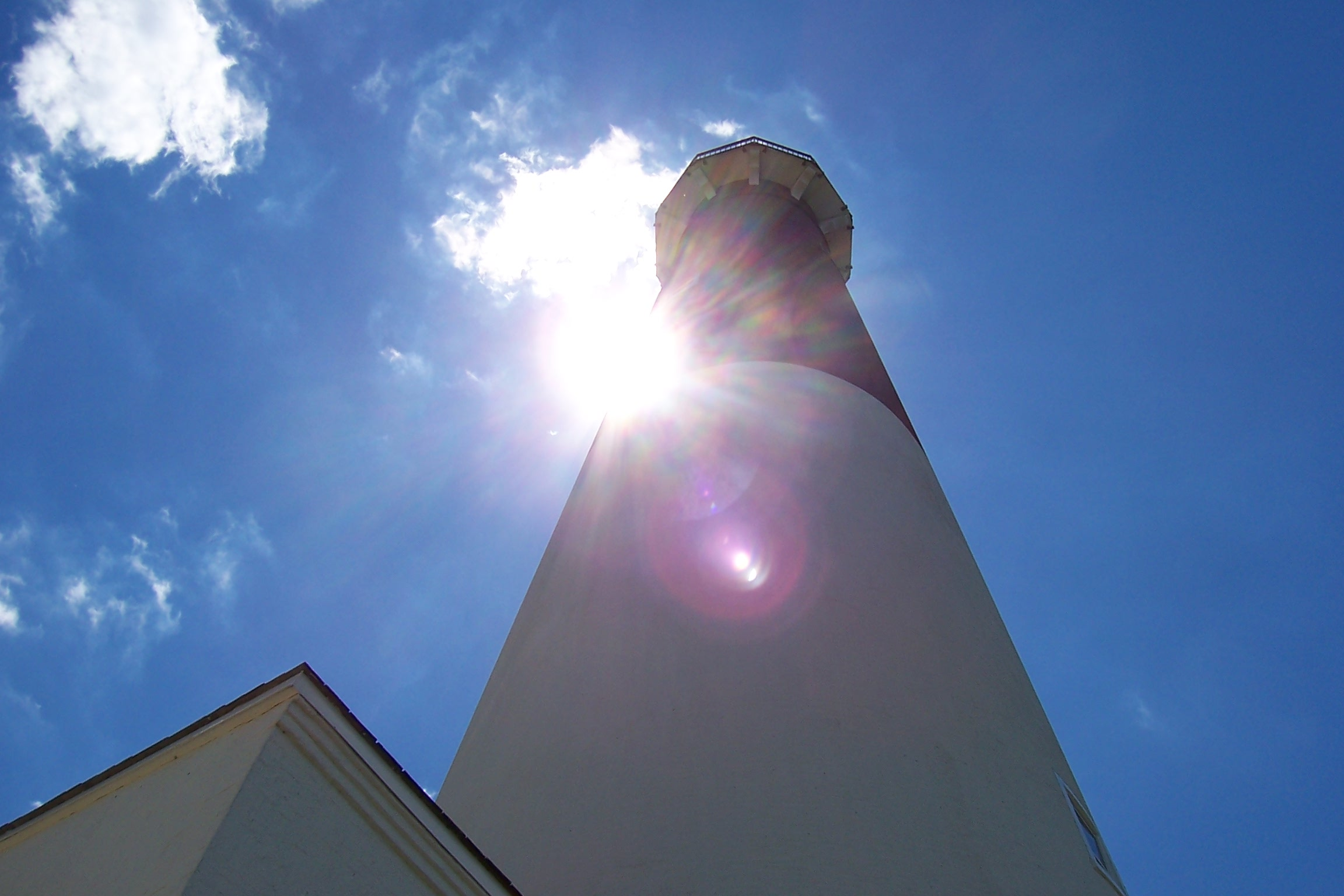
Barnegat Lighthouse
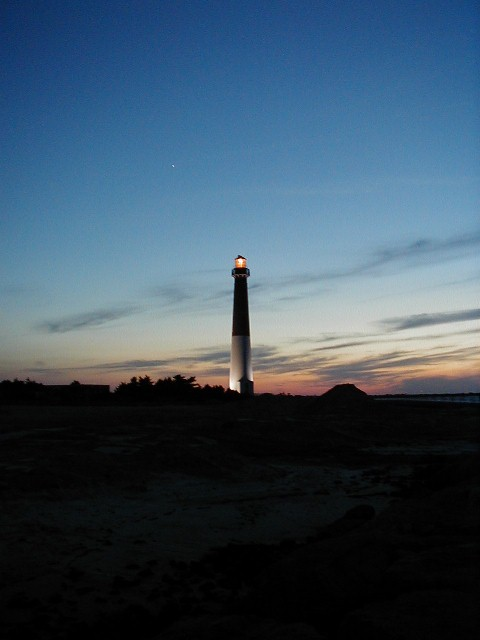
Barnegat Lighthouse

- Bass River
- Belleplain
- Brendan T. Byrne
- Bull's Island
- Cape May Point
- Cheesequake
- Corson's Inlet
- Delaware and Raritan Canal
- Double Trouble
- Senator Frank S. Farley
- Farny
- Forked River
- Fortescue
- Fort Mott
- Hacklebarney
- High Point
- Hopatcong
- Island Beach
- Jenny Jump
- Kittatinny Valley
- Leonardo
- Liberty Landing
- Liberty
- Long Pond Ironworks
- Monmouth Battlefield
- Norvin Green
- Parvin
- Penn
- Princeton Battlefield
- Ramapo Mountain
- Rancocas
- Ringwood
- Round Valley
- Spring Meadow
- Spruce Run
- Stephens
- Stokes
- Swartswood
- Voorhees
- Washington Crossing
- Washington Rock
- Wawayanda
- Wharton
- Worthington

## Sites historiques
- Allaire Village
- Barnegat Lighthouse
- Batsto Village
- Boxwood Hall
- Cape May Lighthouse
- Central Railroad of New Jersey Terminal
- Clarke House
- Craig House
- Delaware & Raritan Canal
  - Blackwells Mills Canal House
  - Mule Tenders Barracks
  - Port Mercer Canal House
  - Prallsville Mills
- Double Trouble Village
- Fort Mott
- Grover Cleveland Birthplace
- Hancock House
- The Hermitage
- High Point Monument
- Indian King Tavern
- Johnson Ferry House
- Long Pond Ironworks Historic District
- Lusscroft Farm
- Monmouth Battlefield
- Old Dutch Parsonage
- Princeton Battlefield
- Ringwood Manor
- Rockingham
- Skylands Manor & State Botanical Garden
- Somers Mansion
- Steuben House
- Trenton Battle Monument
- Twin Lights
- Wallace House
- Walt Whitman House
- Washington Crossing
- Waterloo Village
- Whitesbog Village

- Barnegat Lighthouse
- Barnegat Lighthouse